# 帝国石油
帝国石油株式会社（ていこくせきゆ、英: Teikoku Oil Co., Ltd.）は、かつて石油や天然ガスの採掘・精製・販売を行っていた企業である。
2006年（平成18年）に国際石油開発と共同で国際石油開発帝石ホールディングスを設立したが、2008年（平成20年）に同社が社名変更した国際石油開発帝石（現・INPEX）に吸収合併された。

## 概要
1941年（昭和16年）9月1日、国内各社の石油鉱業部門を一元化し、石油資源の開発促進・振興を図る目的で制定された帝国石油株式会社法に基づく、半官半民の国策会社として設立された。
翌1942年（昭和17年）9月に日本石油（現・ENEOS）、日本鉱業（現・JX金属）、中野興業、旭石油の各社の石油鉱業部門を、1943年（昭和18年）2月に太平洋石油、大日本石油鉱業を、1944年（昭和19年）7月に北樺太石油株式会社をそれぞれ統合した。1950年（昭和25年）6月、帝国石油株式会社法廃止に伴い民営化された。その経緯から、2006年（平成18年）に国際石油開発と経営統合し、持株会社・国際石油開発帝石ホールディングスの完全子会社となった後も、新日本石油・ジャパンエナジーの両社が国際石油開発帝石ホールディングスの大株主として名前を連ねていた。
1949年（昭和24年）に八橋油田、1973年（昭和48年）に磐城沖ガス田、1979年（昭和54年）に南長岡ガス田を発見。日本国外ではベネズエラ・エジプト・コンゴ・アルジェリアなどで油田・ガス田の開発を行っている。2005年（平成17年）10月には、リビア東部でのガダメス鉱区を南北2箇所落札し、同所にて採掘が始まった。
日本と中華人民共和国が排他的経済水域をめぐり争っている東シナ海ガス田問題で、1969年（昭和44年）に試掘出願をしていたが、当時の通産大臣であった大平正芳に保留され、出願から35年後の2005年（平成17年）7月14日に当時の経産大臣であった中川昭一によって試掘権が付与されたが、同年10月に親中派議員の二階俊博が経産大臣に就任し、この流れはストップしてしまう。

## 事業所
- 本社 - 東京都渋谷区幡ヶ谷1丁目31-10
- 技術研究所 - 東京都世田谷区北烏山9丁目
- 鉱業所
  - 秋田鉱業所 - 秋田県秋田市八橋大道東2番1号
  - 新潟鉱業所 - 新潟県新潟市中央区東大通1丁目3番1号
  - 千葉鉱業所 - 千葉県山武市成東
- 海外（日本国外）事務所
  - ロンドン事務所 - イギリス・ロンドン
  - ヒューストン事務所 - アメリカ合衆国・ヒューストン
  - カラカス事務所 - ベネズエラ・カラカス
  - トリポリ事務所 - リビア・トリポリ

## 沿革
- 1941年（昭和16年）9月1日 - 半官半民の国策会社として会社発足。
- 1942年（昭和17年）4月1日 - 日本石油・日本鉱業・中野興業・旭石油の石油鉱業部門を統合。
- 1943年（昭和18年）2月10日 - 太平洋石油株式会社・大日本石油鉱業株式会社を合併。
- 1944年（昭和19年）7月21日 - 北樺太石油（英: Northern Karafuto Oil Consession）を合併[2]。
- 1949年（昭和24年）5月16日 - 東京証券取引所・大阪証券取引所に株式上場。
- 1950年（昭和25年）7月1日 - 民間企業として発足。
- 1961年（昭和36年）9月1日 - 帝石トッピング・プラントを設立。
- 1963年（昭和38年）- 硬式野球部（帝国石油秋田）が初代秋田県代表として都市対抗野球大会に出場。
- 2003年（平成15年）10月22日 - 南富士パイプラインを設立。
- 2006年（平成18年）
  - 3月28日 - 上場廃止。
  - 4月3日 - 国際石油開発帝石ホールディングス株式会社（のちの国際石油開発帝石、現・INPEX）を設立。
- 2007年（平成19年）7月 - 磐城沖ガス田での採掘を終了。
- 2008年（平成20年）10月1日 - 国際石油開発帝石に吸収合併される。

## 主要事業

### 天然ガス採掘
帝国石油は、南長岡ガス田と成東ガス田の2か所のガス田を保有し、天然ガスを生産していた。
新潟県長岡市の西部に広がる南長岡ガス田で生産された天然ガスは、越路原プラントと親沢プラントで処理され、パイプラインで需要家に配送される。越路原プラントは1984年9月に稼働を開始した。ガス処理能力は日本最大級の日量190万Nm3で、隣接地に特定規模電気事業者向けの出力約5万5千kWの火力発電所を建設し、2007年5月7日から営業運転を開始した。親沢プラントは、1994年10月に稼働を開始した。ガス処理能力は日量166万Nm3。
千葉県山武市に広がる成東ガス田は水溶性天然ガス田のため、かん水に溶解している天然ガスとヨウ素を産出している。
また、福島県楢葉町の沖合いに磐城沖ガス田が存在していたが、2007年（平成19年）7月末をもって操業を終了した。

### 石油精製
製油所はグループの帝石トッピング・プラント株式会社が保有していた。拠点の頸城製油所は新潟県上越市にあり、日本で唯一国産原油のみを精製し、その処理能力は4,410バレル/日で日本一小さい。
この製油所で製油したガソリンなどを販売するため、長野県中部から新潟県上越地方にガソリンスタンド計16店を経営し、2025年現在もINPEXブランドで計12店が展開されている。

## グループ会社
石油開発関連事業
- 帝石削井工業株式会社
- 株式会社テルナイト

パイプライン関連事業
- 帝石パイプライン株式会社
- 京葉パイプライン株式会社
- 南富士パイプライン株式会社 - 2003年に、東京ガス・静岡ガスと共同出資で設立された。静岡県御殿場市で繋がる3社のパイプラインを運営。

石油精製・物流関連事業
- 帝石トッピング・プラント株式会社
- 帝石物流株式会社

都市ガス・LPG販売事業
- ネクストエネルギー株式会社
- 埼玉ガス株式会社
- 酒田天然ガス株式会社
- 帝石プロパンガス株式会社

その他関連事業
- 帝石不動産株式会社
- 第一倉庫株式会社
- 東洋瓦斯機工株式会社

海外プロジェクト会社
- テイコク・インターナショナル
- ベネズエラ石油株式会社
- 帝石コンゴ石油株式会社
- 帝石エル・オアール石油株式会社
- 帝石コンソン石油株式会社
- 帝石スエズSEJ株式会社
- 帝石スエズSOB株式会社
- 帝石ナイルNQR株式会社

## エピソード
鉱業所などがあり、繋がりの深い新潟市には、帝石が自社用に設けた道路や橋梁が後に寄附され、公共に供されたケースがいくつかある。
- 帝石がパイプラインの維持管理のため信濃川に架橋した橋「帝石橋」は後に市に寄附され、その後県道に指定された。現在は架け替えられ、平成大橋となっている。
- 国道402号の同市西区五十嵐二の町 - 中央区文京町の区間は、帝石が天然ガス井とパイプラインの開発を行うために建設したもので、後に県に寄附された。現在もこの区間は「産業道路」の通称で呼ばれている。また、同区間を走る新潟交通の路線バスには「帝石前」というバス停留所がある。
- 新潟駅万代口に存在した「新潟帝石ビルディング」は、新潟駅が現在地に移転してから最初に建設されたオフィスビルで、1961年に建てられた当時は県内最大のビルだった。同市中央区内では古町に、9階建てのマンション兼オフィスビル（1955年竣工）が所在したが老朽化のため既に撤去されており、帝石ビルは区内に現存するビルとしては一時最古となっていたものの、老朽化により2021年末をもって営業を終了し、翌2022年には解体されている[3]。跡地にはINPEXが新たなオフィスビルとして「INPEX新潟ビルディング」を2024年11月に竣工し[4]、旧帝石ビルの管理業務を実施していた国際石油開発帝石グループの「INPEXビジネスサービス」が、当ビルの建築主となった。

## テレビ番組
- 日経スペシャル ガイアの夜明け 石油争奪!アフリカ決戦（2005年10月25日、テレビ東京）[5] - 石油鉱区の公開入札を取材。